# Jürgen Pörschmann
Jürgen Pörschmann, auch Jürgen Pörschemann, (* 3. November 1943; † 27. Dezember 1979) war ein deutscher Schauspieler, Drehbuchautor und Regisseur am Berliner Ensemble.
Jürgen Pörschmann war mit der deutschen Schauspielerin, Sängerin und Synchronsprecherin Ilona Grandke (* 1943) verheiratet. Er hat eine Tochter, Franziska Pörschmann. 1979 starb er im Alter von 36 Jahren durch Herzversagen.

## Film und Theater (Auswahl)
Schauspieler
- 1963: Frau Holle – Regie: Gottfried Kolditz
- 1963: Die Glatzkopfbande – Regie: Richard Groschopp
- 1963: Die Autorenstunde (Kurzspielfilm) – Regie: Erich Brehm
- 1970: Aus unserer Zeit (Episode 2) – Regie: Hans-Joachim Kunert
- 1982: Schranken (Fernsehfilm) – Regie: Richard Engel

Drehbuchautor
- 1979: Liebling, Du irrst (Fernsehlustspiel) – Regie: Christa Kulosa
- 1980: Das Flatterhemd (TV-Schwank) – Regie: Christa Kulosa
- 1981: Trabant zu verkaufen (Fernsehlustspiel) – Regie: Christa Kulosa

Regisseur (Berliner Ensemble)
- 1973: Das Badener Lehrstück vom Einverständnis (u. a. nach Bertolt Brecht, zus. mit Günter Schmidt, Dramaturgie: Manfred Hocke/Heiner Müller)[2]
- 1975: Celestina (nach Karl Mickel, zus. mit Günter Schmidt)[3]
- 1975: Der erste Tag der Freiheit (nach Leon Kruczkowski, zus. mit Günter Schmidt)[4]
- 1976: Die Tage der Commune (nach Bertolt Brecht, zus. mit Günter Schmidt)[5]

## Gastbeiträge (Auswahl)
- Pörschmann, Jürgen: Die Welt als veränderbar beschreiben. Bertolt Brechts theatralisch-politische Sendung / Gedanken zum 75. Geburtstag des Dichters. In: Neue Zeit, 29. Jg., 10.2.1973, Nr. 35, S. 3.